# 266 (음악 그룹)
266은 1999년부터 2003년까지 활동하였던 대한민국의 힙합 그룹이다. 멤버는 AG, STY, 과도 셋이었으며, 처음엔 Sold-Out이란 이름으로, 그리고 2002년 6월부터는 "266"이란 이름으로 활동하였다. 2003년 앨범을 한 장 낸 후 멤버들의 군입대로 인해 활동이 중단되었으며, 얼마 안 가 해체하였다. 현재 멤버 중에는 STi만이 음악 활동을 계속하고 있다.

## 역사

### 시작과 해체
266의 전신인 Sold-Out은 1999년 마산시에서 살던 중고등학교 동창 셋이 모여 결성되었으며, 결성 당시 멤버의 이름은 AG, U-Know, 과도였다. 이들은 2000년 MC 한새 1집에 객원 래퍼로 참여한 것을 인연으로 BCR 크루에 들어갔으며, 2001년 3월부터 본격적인 활동을 시작, MC 한새 2집에 'Tha First (낯선 곳에서의 시작)'이라는 곡을 취입하였다. 이때부터 앨범을 준비, 첫 앨범을 Future Flow를 통해 유통하려고 하였지만 무산되고, 그 후 여러 기획사에서 계속 외면을 받았다. 결국 2002년 5월 1집으로 준비한 여덟 트랙을 무료로 온라인 공개해버리고 새로운 앨범 작업에 들어갔다. 이때 U-Know의 이름은 Rusty로 바뀐 상태였다.
이때부터 Sold-Out은 266이라고 이름을 바꾸었고, Rusty는 다시 STY라는 예명으로 활동하였다. 이들은 MC 한새 3집에 참여한 것을 더불어 2003년 2월 26일 EP를 발매하였다. EP의 제목은 "67일간의 침묵"이었는데, 이는 1집이 무산되는 과정에서 겪은 좌절 때문에 67일간 아무 작업도 하지 않았던 것을 뜻한다고 한다. 앨범 활동과 더불어 셋은 인터넷 라디오 방송을 하기도 하였다. 이들의 활동은 멤버들의 군입대로 인해 오래 가지 못 하였으며, 얼마 안 가 팀은 공식적으로 해체하였다.

### 근황
멤버들의 제대 후 STY는 STi로 이름을 바꾸고 멤버 AG와 함께 레이블 스페이스플랫폼을 만들어 2007년부터 솔로 활동을 시작하였으며, 그의 첫 싱글 앨범 DISCOVERY에는 AG의 마지막 랩이 실렸다. STi는 이후로도 솔로 활동을 꾸준히 이어나가 현재는 J&K 엔터테인먼트 소속이며, AG와 과도는 둘 다 음악을 그만 두었다. 2010년 4월에는 266의 미공개 곡 두 곡을 모은 디지털 싱글 Lost Tapes가 발표되어 과거의 팬들에게 향수를 불러일으켰다. 2012년에는 멤버 중 AG가 오랜만에 MC 한새의 앨범 FACE에 참여하여 랩을 선보였다.
대표곡: 'Tha First (낯선 곳에서의 시작)', '이젠 잊을게', 'L여고 L선생'

## 디스코그래피
- 2002년 5월 22일 Sold-Out EP[7] 온라인 앨범
- 2003년 2월 26일 "67일간의 침묵" EP
- 2010년 4월 27일 Lost Tapes 디지털 싱글

## 이름
- 266은 신이 내린 여섯번째 날(6), 여섯번째 감각을(6) 너에게 주겠다(2=to)는 뜻이다.[1]